# Viaduc de Kerdéozer
Le viaduc de Kerdéozer a été construit par Louis Harel de la Noë pour les chemins de fer des Côtes-du-Nord. Il est situé sur la commune de Plouguiel. Il était utilisé par la ligne Tréguier - Perros et Lannion (débranchement de Petit-Camp), mise en service en 1906, il fut désaffecté en 1949.

## Description
Ses caractéristiques principales sont :
- 10 arches
- longueur totale : 92 m
- longueur entre travées : 7 m
- type et nature du couvrement : voûte en berceau plein cintre
- pente du tablier (profil en long) : 3 %

Ce pont subit une rénovation en fin d'année 2017 pour accueillir une « voie verte » dans le cadre du schéma départemental des véloroutes et voies vertes, menée par le conseil général des Côtes-d'Armor. Les travaux consistent à rénover les garde-corps et deux des arches et à assurer l'étanchéité et l'assainissement du tablier du viaduc . Il est ouvert au public en début d'année 2018. Un circuit de 4,2 km est tracé sur la commune de Plouguiel, qui passe également par la passerelle Saint-François. L'eurovélo n°4 et le "tour de Manche" empruntent ce circuit.

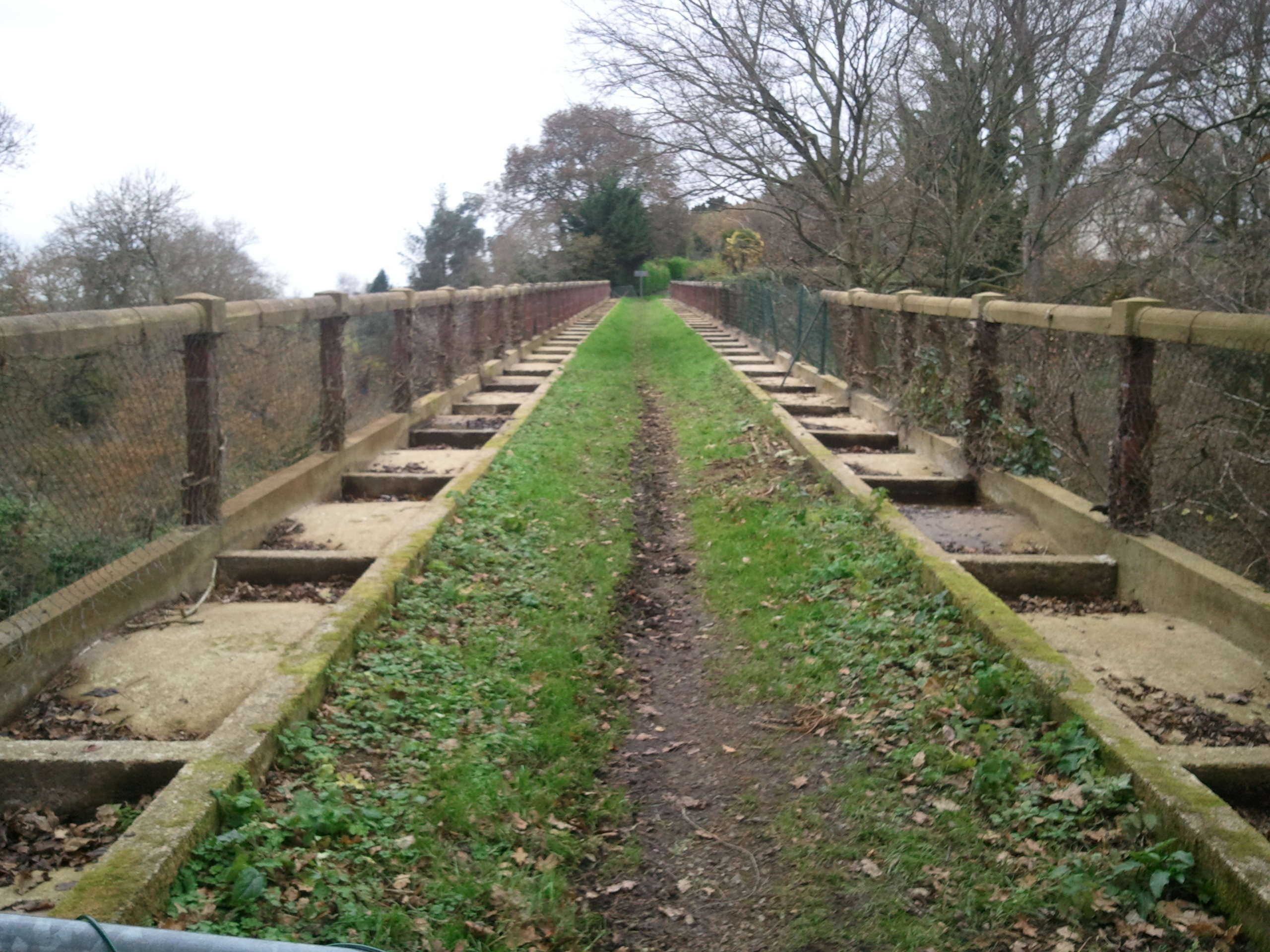
Tablier du viaduc, décembre 2012

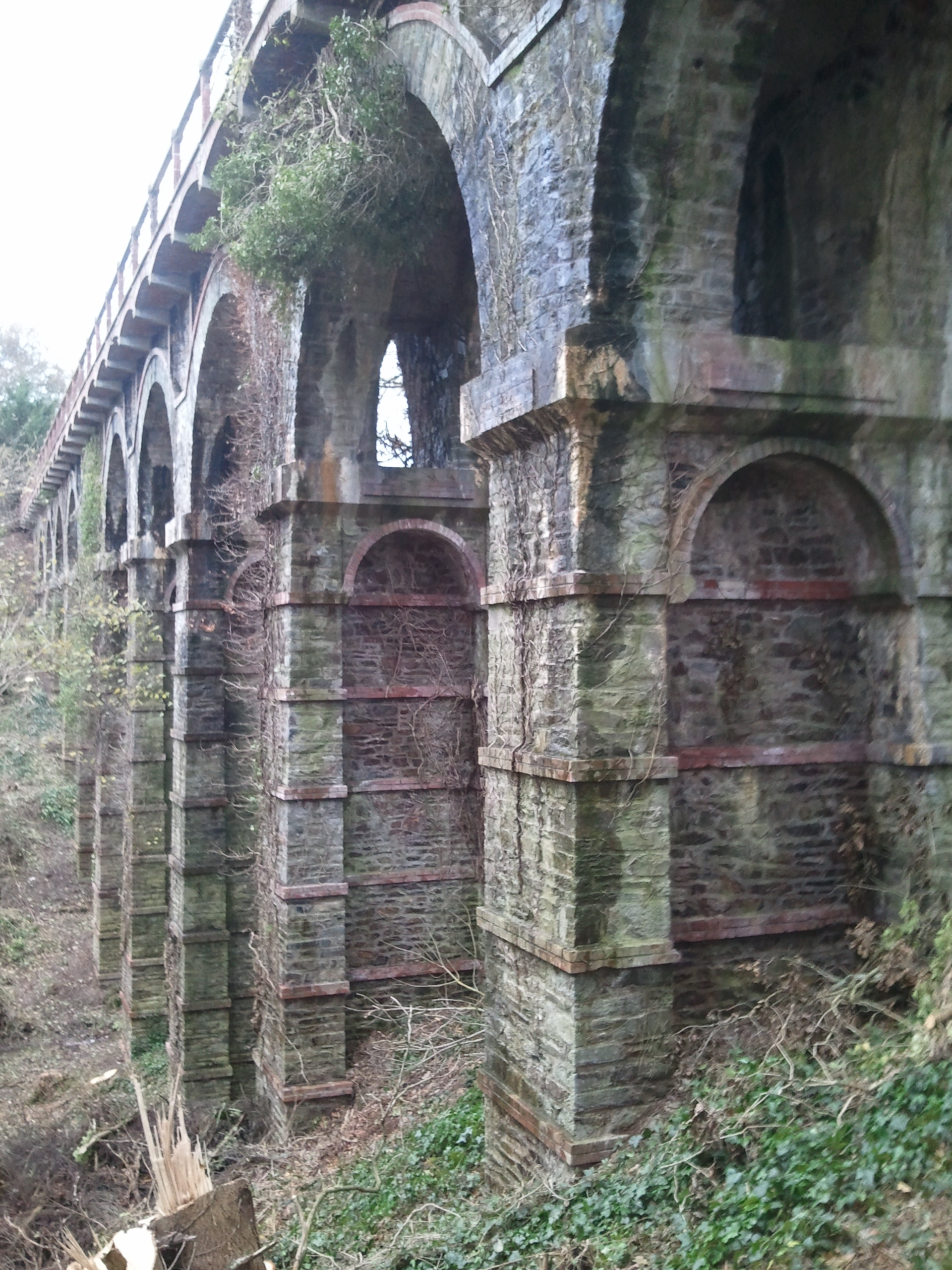
Vue des piles, décembre 2012

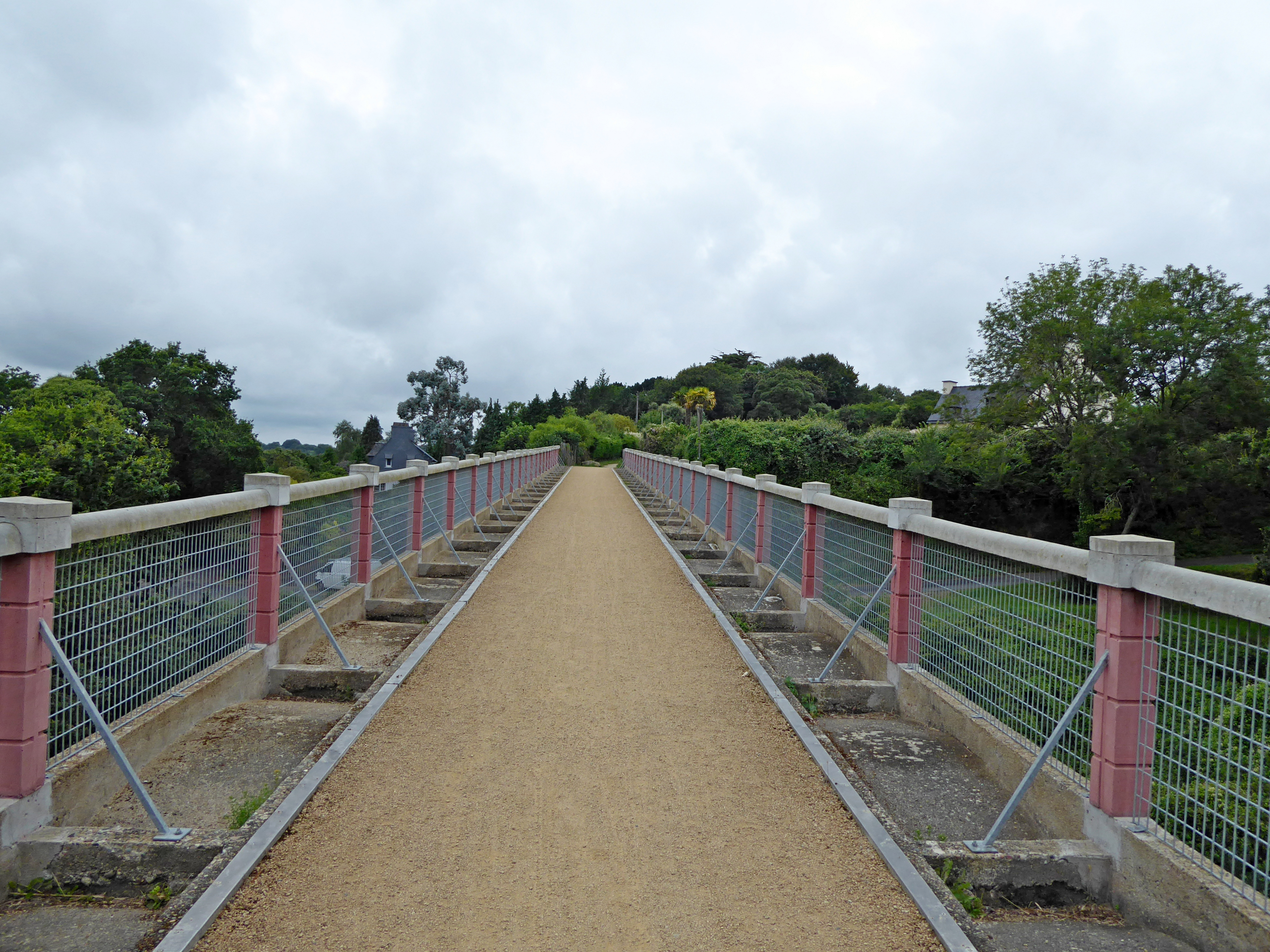
Tablier du viaduc, août 2021. Passage de l'Eurovelo 4